# 디미트리스 사라바코스
디미트리오스 "디미트리스" 사라바코스(그리스어: Δημήτριος "Δημήτρης" Σαραβάκος, 1961년 7월 29일, 아테네 ~)는 아이 (O Μικρός) 라는 별칭을 가진 그리스의 전 축구 선수로, 그리스 축구 역사상 최고의 선수로 분류된다. 그는 파니오니오스에서 데뷔하여 파나티나이코스로 이적해 명예와 축구선수로의 성숙함을 얻어 믿음직한 우측 윙어로 거듭났다. 파나티나이코스 재계약 거부 후, 사라바코스는 AEK로 1994년에 이적했다. 그로부터 3년 후, 그는 파나티나이코스로 복귀해 은퇴했다.
카리스마를 갖춘 선수로, 그는 유럽의 다수 대형 클럽들의 제의를 받았다. 그러나 1990년대 초, 보스만 제도가 도입되기 전 유벤투스가 그에게 계약을 제의했으나, 요르고스 바르디노얀니스 전 파나티나이코스 회장이 이적을 거부하였다. 그에 따라 사라바코스는 성공적인 경력을 세리에 A에서도 이어갈 기회를 놓쳤다.
사라바코스는 파나티나이코스와 AEK에서 수차례 그리스 리그 (당시 명칭으로 알파 에트니키) 와 컵 우승을 경험했다. 그는 1994년 FIFA 월드컵에서 그리스 국가대표팀 주장을 맡았으며, 1984-85 시즌 유러피언컵에서 팀을 4강으로 이끌었다.

## 수상
파나티나이코스
- 수페르리가 엘라다: 1985-86, 1989-90, 1990-91
- 그리스 컵: 1985-86, 1987-88, 1988-89, 1990-91, 1992-93, 1993-94
- 그리스 슈퍼컵: 1988, 1993

AEK
- 그리스 컵: 1995-96
- 그리스 슈퍼컵: 1996